# Westend Gate
Westend Gate, tidigare Plaza Büro Center, är en 159 meter hög skyskrapa i Westend-Süd-distriktet i Frankfurt, Tyskland. Byggnaden, som har 47 våningar, uppfördes 1976, då som Tysklands högsta byggnad till 1978 då den överträffades av Silberturm, som också ligger i Frankfurt. 
Westend Gate ligger tvärs över gatan från Frankfurtmässan och nära Naturmuseum Senckenberg och Bockenheim Campus vid Goethe University Frankfurt.
Strukturen består av 2 skivor plus en smal vinge fäst vid den östra sidan. Det döptes om till Westend Gate 2011, när det totalrenoverades som en grön byggnad.
Den nedre hälften av tornet innehåller kontor, medan våningarna 26–44 är ett hotell, ursprungligen CP Frankfurt Plaza Hotel, känt sedan 1989 som Frankfurt Marriott.